# Henri Étienne Sainte-Claire Deville

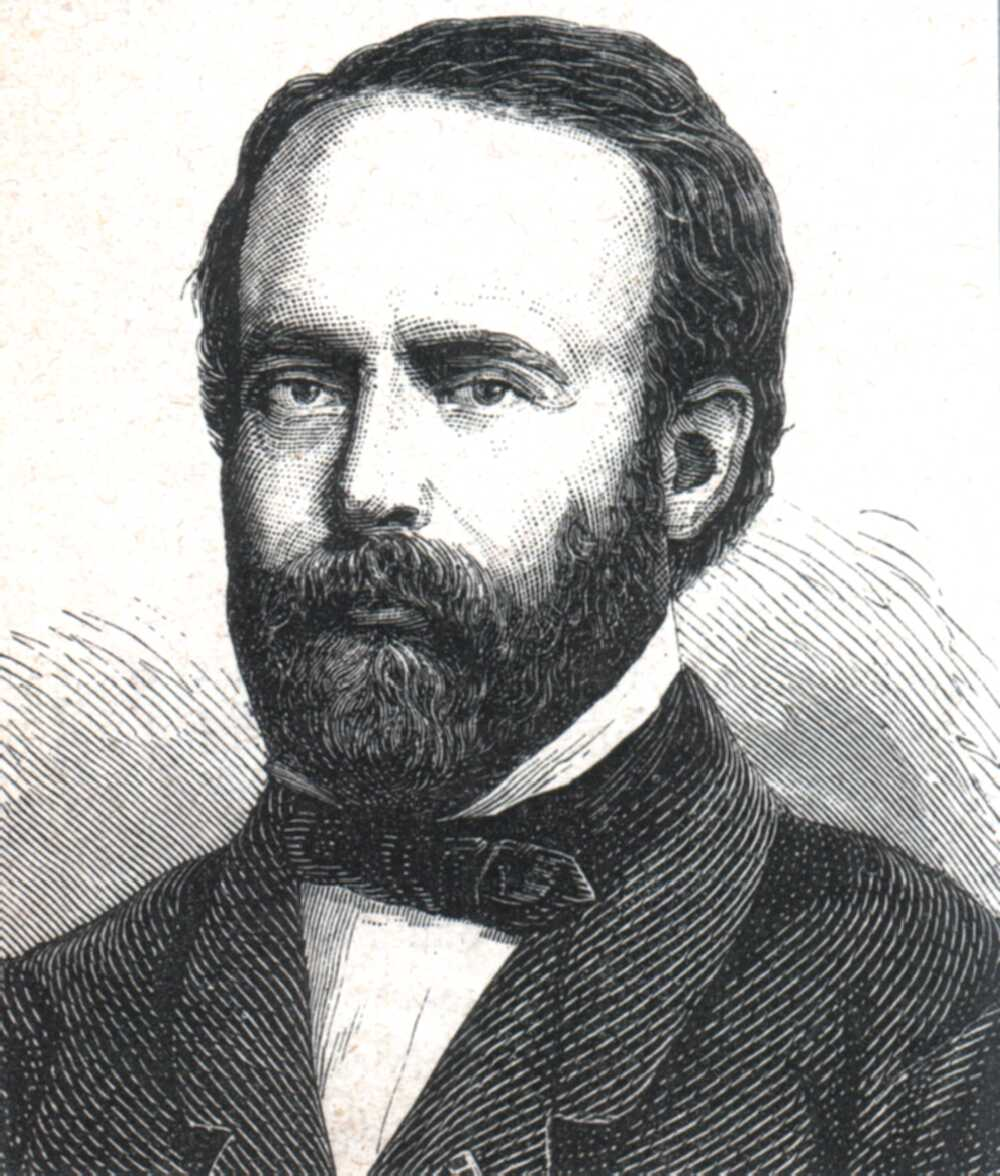
Henri Étienne Sainte-Claire Deville

Henri Étienne Sainte-Claire Deville (* 11. März 1818 in Saint Thomas, Westindien; † 1. Juli 1881 in Boulogne-sur-Seine, heute: Boulogne-Billancourt) war ein französischer Chemiker.

## Leben
Sein Vater Louis-Joseph Sainte-Claire Deville (1779–1825) war Großgrundbesitzer in Puerto Rico, Reeder, Major der dänischen Garnison auf St. Thomas und französischer Konsul. Der Geologe Charles Joseph Sainte-Claire Deville (1814–1876) war sein Bruder.
Henri Sainte-Claire Deville schloss 1841 in Paris seine License in Mathematik ab und promovierte im selben Jahr sowohl in Medizin als auch in Chemie (letzteres mit einer Dissertation über Terpentinöl). Er wurde 1845 als Professor der Chemie an die neueröffnete Naturwissenschaftliche Fakultät in Besançon berufen, wo er auch das Amt des Dekans übernahm. Er isolierte 1849 erstmals Anhydride Salpetersäure (Distickstoffpentoxid), indem er Silbernitrat mit Chlor behandelte. 1851 wechselte er als Maître de conférences an die École normale supérieure in Paris, wo er die Stelle von Antoine-Jérôme Balard übernahm. Zusätzlich ernannte Jean-Baptiste Dumas ihn 1853 zu seinem Stellvertreter am Lehrstuhl für Chemie der Sorbonne, wo Deville 1866 eine Titularprofessur erhielt.
Sainte-Claire Deville gelang 1854 erstmals die industrielle Herstellung von Aluminium in einer Pariser Javelwasser-Fabrik. Die ersten so gewonnenen Aluminiumbarren wurden im Folgejahr bei der Pariser Weltausstellung verwendet. Das Verfahren war noch „mühsam und aufwendig – die Ausgangsmaterialien [waren] teuer und die Ausbeute karg. Entsprechend rar und kostspielig [… war] auch das Endprodukt.“ Dennoch verbesserte es den seit 1827 bekannten Wöhler-Prozess erheblich – nach Devilles Veröffentlichung 1859 und darauf basierender Produktion fiel der Preis von Aluminium auf ein Zehntel. 
Durch Elektrolyse von unreinem Natriumaluminiumchlorid und anschließendes Herauslösen des Aluminiums mit Salzsäure gewann Deville 1854 Silizium in Form glänzender Plättchen. Neun Jahre später entwickelte er zusammen mit Henri Caron noch ein schnelleres Verfahren zur Gewinnung von kristallinem Silizium aus Kaliumhexafluorosilicat. Außerdem gewann er 1856 zusammen mit Friedrich Wöhler kristallisiertes Bor, das eingehende Untersuchungen dieses Elements ermöglichte. In Zusammenarbeit mit Caron konnte Deville 1857 durch Reduktion von geschmolzenem Magnesiumchlorid mit Natrium erstmals erhebliche Mengen reinen Magnesiums gewinnen, was eine gründliche Untersuchung der Eigenschaften dieses Metalls erlaubte.
Zusammen mit Henri Debray verbesserte er seine Schmelzöfen, um Metalle mit hohem Schmelzpunkt, insbesondere Platin, in möglichst reiner Form gewinnen und auf ihre Eigenschaften untersuchen zu können. So gewannen sie im Auftrag der russischen Regierung aus 56 Kilogramm verunreinigtem Platin, Produktionsrückständen und reichen Erzen 42 Kilogramm reines Platin und einen 1,8 kg schweren Barren Iridium. Deville und Debray etablierten sich zu Autoritäten auf dem Gebiet der Platinmetalle und wurden später von der Internationalen Konferenz für Maß und Gewicht mit der Herstellung der Platin-Iridium-Legierung (90:10) für das Urkilogramm und das Urmeter beauftragt.
Als 1868 die École pratique des hautes études (EPHE) als forschungsorientierte Graduiertenhochschule gegründet wurde, übernahm Sainte-Claire Deville die Leitung der Chemielabore. René Vallery-Radot schildert in seiner Biographie Louis Pasteurs (der als Professor für Physiologische Chemie sein Kollege an der EPHE war), wie Sainte-Claire Deville aufgrund der hohen Kosten des Laboratoriums immer wieder den damaligen Bildungsminister Victor Duruy um mehr Geld anging. Dieser habe, wenn Sainte-Claire Deville ihn besuchte, ausgerufen: „Na los! Wie viel? Das möchte ich lieber gleich wissen.“
Seit dem 28 Dezember 1857 war Sainte-Claire Deville Mitglied der Académie des sciences in Paris. 1856 wurde Deville zum korrespondierenden Mitglied der Göttinger Akademie der Wissenschaften, 1863 der Preußischen Akademie der Wissenschaften und 1869 der Russischen Akademie der Wissenschaften in Sankt Petersburg gewählt. Seit 1860 war er gewähltes Mitglied der American Philosophical Society und seit Dezember 1873 assoziiertes Mitglied der Académie royale des Sciences, des Lettres et des Beaux-Arts de Belgique. Kurz vor seinem Tod wurde er im April 1881 als auswärtiges Mitglied in die Königlich Dänische Akademie der Wissenschaften aufgenommen.